# Melanomys zunigae
Melanomys zunigae é uma espécie de roedor da família Cricetidae.
Apenas pode ser encontrada no Peru.